# Liste der Naturdenkmale in Seifhennersdorf
Die Liste der Naturdenkmale in Seifhennersdorf umfasst Naturdenkmale der sächsischen Stadt Seifhennersdorf.

## Definition
„Naturdenkmäler sind rechtsverbindlich festgesetzte Einzelschöpfungen der Natur oder entsprechende Flächen bis zu fünf Hektar, deren besonderer Schutz erforderlich ist
1. aus wissenschaftlichen, naturgeschichtlichen oder landeskundlichen Gründen oder
2. wegen ihrer Seltenheit, Eigenart oder Schönheit.“

„§ 18 – Naturdenkmäler – (zu § 28 BNatSchG)
(1) Die Erklärung nach § 22 Abs. 1 BNatSchG von Teilen von Natur und Landschaft als Naturdenkmal erfolgt durch Rechtsverordnung oder Einzelanordnung.
(2) Über § 28 Abs. 1 BNatSchG hinaus können Naturdenkmäler zur Sicherung von Lebensgemeinschaften oder Lebensstätten von im Bestand gefährdeten oder streng geschützten Arten festgesetzt werden.“

## Liste
Diese Auflistung unterscheidet zwischen Flächennaturdenkmalen (FND) mit einer Fläche bis zu 5 ha (bei Verordnung nach DDR-Recht auch mehr) und Einzel-Naturdenkmalen (ND).
Link zu einem Kartenansichtstool, um Koordinaten zu setzen.
| Bild                          | Bezeichnung                                                                 | Lage                               | Beschreibung | Datum | Nummer |
| ----------------------------- | --------------------------------------------------------------------------- | ---------------------------------- | ------------ | ----- | ------ |
| BW                            | Wiese am Grenzfischelgraben                                                 | (50° 56′ 35″ N, 14° 38′ 51,3″ O)   | FND (0,5 ha) |       |        |
| BW                            | Südwesthang des Richterberges                                               | (50° 55′ 54,5″ N, 14° 38′ 3,3″ O)  | FND (1,2 ha) |       |        |
| BW                            | Winter-Linde an der Warnsdorfer Straße 14                                   | (50° 55′ 47,6″ N, 14° 37′ 12,2″ O) | ND           |       |        |
| BW                            | Gebüsch östlich des Stolleberges                                            | (50° 56′ 25″ N, 14° 38′ 37,7″ O)   | FND (1,5 ha) |       |        |
| BW                            | Schwarz-Kiefer an der Nordstraße 33                                         | (50° 56′ 8,7″ N, 14° 36′ 17,1″ O)  | ND           |       |        |
| BW                            | Luthereiche auf dem Friedhof                                                | (50° 56′ 10,9″ N, 14° 36′ 35″ O)   | ND           |       |        |
| BW                            | Goldflössel mit Öhlemühleteich                                              | (50° 55′ 6,6″ N, 14° 35′ 34,5″ O)  | FND (4,1 ha) |       |        |
| BW                            | Gemeine Esche am Richterberg                                                | (50° 55′ 42,5″ N, 14° 37′ 42,9″ O) | ND           |       |        |
| BW                            | Lärche an der Bahnhofsstraße 8                                              | (50° 56′ 8″ N, 14° 36′ 53″ O)      | ND           |       |        |
| mehr Fotos \| Fotos hochladen | Winter-Linde an der Rumburger Straße 46a                                    | (50° 56′ 6,6″ N, 14° 36′ 27,2″ O)  | ND           |       |        |
| mehr Fotos \| Fotos hochladen | Waldfluß an Kappmichels Teich                                               | (50° 55′ 46,4″ N, 14° 34′ 37″ O)   | FND (3,3 ha) |       |        |
| mehr Fotos \| Fotos hochladen | Der alte Steinbruch am Windmühlenberg                                       | (50° 56′ 32,7″ N, 14° 36′ 18,2″ O) | ND           |       |        |
| mehr Fotos \| Fotos hochladen | Steinbruch am Windmühlenberg                                                | (50° 56′ 34,8″ N, 14° 36′ 15,6″ O) | FND (1,2 ha) |       |        |
| BW                            | Waldstück an der Staatsgrenze (untere Südflur)                              | (50° 54′ 59,3″ N, 14° 34′ 48,8″ O) | FND (1,4 ha) |       |        |
| BW                            | Unterlauf der Kaltbach                                                      | (50° 56′ 46,3″ N, 14° 37′ 9,4″ O)  | FND (1,6 ha) |       |        |
| BW                            | Silber-Pappel an der Nordstraße 11                                          | (50° 56′ 2,5″ N, 14° 36′ 45,3″ O)  | ND           |       |        |
| BW                            | Wiese am Mönchsberg                                                         | (50° 56′ 37,8″ N, 14° 38′ 1,7″ O)  | FND (0,4 ha) |       |        |
| mehr Fotos \| Fotos hochladen | Frenzelsberg - Steinbruch und Basaltkuppe                                   | (50° 55′ 54,6″ N, 14° 34′ 13″ O)   | ND           |       |        |
| BW                            | Stolleberg- drei mit Wald oder Strauchwerk bewachsenen Gipfel               | (50° 56′ 16″ N, 14° 38′ 2,5″ O)    | FND (2 ha)   |       |        |
| BW                            | Feuchtgehölz in der Südflur (obere Südflur)                                 | (50° 55′ 14,6″ N, 14° 34′ 3,2″ O)  | FND (1,1 ha) |       |        |
| mehr Fotos \| Fotos hochladen | Orchideenwiese am Quellhang des Waldfluß unterhalb des Frenzelsberges       | (50° 55′ 39,9″ N, 14° 34′ 7,2″ O)  | FND (0,5 ha) |       |        |
| BW                            | Polierschieferhalden                                                        | (50° 55′ 38,2″ N, 14° 37′ 43,3″ O) | ND           |       |        |
| BW                            | Stiel-Eiche im Gründel                                                      | (50° 56′ 35,2″ N, 14° 36′ 38,3″ O) | ND           |       |        |
| mehr Fotos \| Fotos hochladen | Waldfluß am Halder                                                          | (50° 55′ 52,3″ N, 14° 34′ 58,2″ O) | FND (3,2 ha) |       |        |
| BW                            | Gehölz nördlich der Kirschplantage- zwischen Richterklunze und Großem Stein | (50° 56′ 19,1″ N, 14° 39′ 2,2″ O)  | FND (2,5 ha) |       |        |
| BW                            | Rot-Buche an der Rumburger Straße 160                                       | (50° 56′ 27,1″ N, 14° 35′ 2″ O)    | ND           |       |        |
| BW                            | Winter-Linde am Kloseberg                                                   | (50° 56′ 39,4″ N, 14° 35′ 22″ O)   | ND           |       |        |